# Wapen van Rio de Janeiro (stad)
Een eerste wapen van Rio de Janeiro werd in 1565, na de stichting van de stad, aangenomen en toonde een rood schild met daarop een gouden armillarium. Het wapen van de stad Rio de Janeiro is sindsdien meermalen aangepast. Ondanks verschillende aanpassingen aan het wapen bleef het armillarium in het wapen staan. Tussen 1763 en 1960 was Rio de Janeiro de hoofdstad van Brazilië, sinds 1960 is het de hoofdstad van de gelijknamige staat.

## Geschiedenis
Het eerste wapen werd door de pas gestichte stad Rio de Janeiro in 1565 aangenomen. Het wapen kan omschreven worden als: Van keel, een armillarium beladen met een aantal tekens van de dierenriem, doorboord door drie gekruiste pijlen van goud. Het armillarium komt ook voor in het wapen van Portugal, waar het achter het (rode) schild staat. Bij het wapen van de stad zijn echter drie pijlen toegevoegd.
In 1826 werd een wapen aangenomen dat grote overeenkomsten vertoonde met het wapen van Brazilië. Ook dat wapen had twee takken om het schild, maar dan koffie en tabak in plaats van rietsuiker en koffie. Daar waar het wapen van Brazilië een groen schild had met daarop een gouden schijf had dat van Rio de Janeiro alleen de rode schijf.
30 jaar na het vorige wapen wordt er een nieuw wapen aangenomen. Het wapen is van sinopel met een armillarium, gekroond met de drie pijlen welke vastgebonden zijn met een gouden lint. Het geheel is omgeven door een cartouche. Op het cartouche staat een gouden muurkroon.
Omdat Rio in 1889 hoofdstad van Brazilië werd kreeg het ook een nieuw wapen, nog dat jaar werd het vierde wapen aangenomen. Dit wapen had geen schild, maar wel een blauwe schijf met daarop in het wit de sterren van het Zuiderkruis. Rondom een soort van gouden schildzoom met daarin 21 zilveren vijfpuntige sterren. Boven op de schijf een vijfpuntige ster. Het geheel wordt omgeven door een koffietak een tak van een tabaksplant.
Nog geen vier jaar later in 1893 werd er een nieuw wapen aangenomen. Het wapen bestond uit het armillarium dat gekroond werd door de drie pijlen die in eerdere wapens achter het armillarium stonden. Boven op deze pijlen een gouden muurkroon. Om het geheel heen een koffietak en een tak van een tabaksplant.
Per 1 augustus 1896 volgde er opnieuw een wijziging. Ditmaal zag het wapen er als volgt uit: Een zeilschip van voren gezien met op het zilveren zeil een gouden armillarium beladen met een Frygische muts van keel. Gehouden door twee zilveren dolfijnen met een krans van laurier en eikenloof. Gekroond door een muurkroon van goud.
In 1957 besloot de stad een nieuw wapen aan te nemen, het zeilschip werd vervangen door een blauw schild, het armillarium en de pijlen werden op het schild geplaatst. De muurkroon kreeg er twee kantelen bij. Drie jaar later, in 1960, veranderde de status van de stad Rio de Janeiro, de hoofdstad werd Brasilia en Rio de Janeiro werd de staat Guanabara, hierdoor werd ook het wapen aangepast. Op de muurkroon kwam een witte vijfpuntige ster te staan. In 1975 werd de stad weer een gemeente en kreeg het oude wapen terug, hetzelfde wapen als Guanabara gebruikte.

## Historische wapens
De volgende wapens zijn gebruikt:

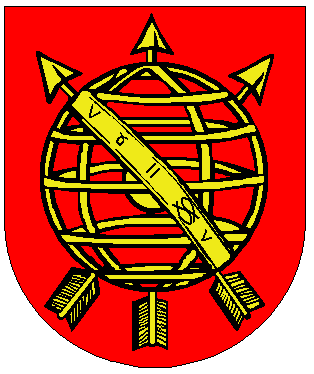
1565 tot 1826
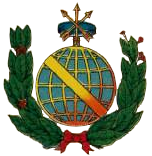
1826 tot 1856
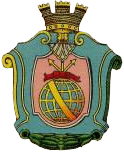
1856 tot 1889
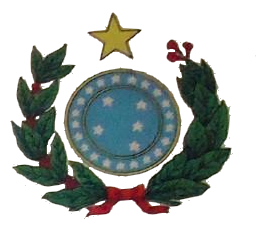
Het wapen van 1889 tot 1893
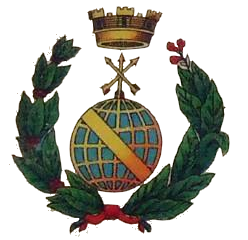
1894 tot 1896
1896 tot 1957
1957 tot 1963
1963 tot 1975 (tevens het wapen van Guanabara)